# Marion Gordon-Orr
Marion Gordon-Orr, devenue, par son mariage, Marion d'Orléans, née le 4 septembre 1942 à Santiago du Chili, une écrivain française. Elle porte le titre de courtoisie de comtesse douairière de la Marche.

## Famille
Marion Gordon-Orr, de nationalité chilienne et issue d'une famille bourgeoise, est la fille de James Gordon-Orr, qui est écossais, et de son épouse María de las Mercedes Devia, qui est chilienne. Elle passe son enfance en Amérique du Sud où son père est ingénieur civil. À l'âge de onze ans, elle entame ses études secondaires à Édimbourg avant de venir à Paris pour des cours universitaires en civilisation française. Au cours d’une soirée à Neuilly, chez la princesse Melekper Toussoun, elle rencontre le prince Thibaut d'Orléans, âgé de 19 ans. 
Le 23 septembre 1972, après plusieurs années de fiançailles, elle épouse dans la chapelle privée du cardinal Gordon Gray à Édimbourg, en Écosse, Thibaut d'Orléans, dernier des onze enfants d'Henri d’Orléans (1908-1999), comte de Paris, prétendant orléaniste au trône de France, et de son épouse Isabelle d’Orléans et Bragance (1911-2003).
De cette union sont nés deux fils, dont l’un mourut jeune :
- Robert d’Orléans (1976), 2e comte de la Marche,
- Louis-Philippe d’Orléans (1979-1980).

## Biographie
Le comte de Paris — qui refusait que ses enfants se marient en dehors du Gotha — refuse d’aider financièrement son fils et sa belle-fille alors que les deux jeunes gens se lancent dans différents aventures artistico-financières. Entre 1973 et 1974, le comte et la comtesse de la Marche publient une série de romans historiques qui connaissent un certain succès de librairie. Puis le couple ouvre une galerie d’art, rue de Nesle, à Saint-Germain-des-Prés qui finit par faire faillite. Après la naissance de Robert d'Orléans, Thibaut et Marion d’Orléans sont titrés comte et comtesse de La Marche.
Le 2 janvier 1980, le couple perd son deuxième fils (qui meurt brutalement à l'âge de huit mois de septicémie). À l'occasion des funérailles, le comte de Paris, considérant son petit-fils comme non-dynaste, refuse de faire placer son corps dans la crypte familiale des Orléans,.
Dans les mois qui suivent les obsèques de son fils, Thibaut d'Orléans est incarcéré à Tarbes pendant quatorze mois pour complicité de tentative de vol d'œuvres d'art chez Suzanne Courty pour relancer sa galerie d'art de Nesle,. Les problèmes du comte et de la comtesse de la Marche se retrouvent à la une de nombreux journaux. Thibaut d'Orléans est condamné par la cour d'assises de Tarbes à un an de prison avec sursis.
Quelque temps après sa sortie de prison, Thibaut d'Orléans quitte la France pour se rendre en Centrafrique et y organiser des safaris pour de riches touristes. C’est dans ce pays qu'il trouve mystérieusement la mort, le 23 mars 1983, jour des funérailles de son parrain, l'ancien roi d'Italie Humbert II. Marion d’Orléans et plusieurs de ses beaux-frères et belles-sœurs pensent alors à un assassinat mais gardent le silence. La thèse officielle consiste en un décès par « épanchement péricardiaque volumineux ». Toutefois, entre 1989 et 1991, le mystère de la mort de Thibaut d'Orléans rebondit, sans que les investigations menées par la justice permettent d'éclairer davantage ce qui s'est passé en 1983.
À partir de 1981, Marion d'Orléans et son fils s'installent à Thoiry, dans une résidence que leur prêtent le comte Paul de La Panouse et sa famille. Elle travaille à temps partiel pour la maison de décoration anglaise Designers Guild et se livre également à la profession d'interprète[réf. nécessaire].
Marion d'Orléans vit désormais à Dinard, en Bretagne.

## Ouvrages
Marion d'Orléans et son époux Thibaut d'Orléans ont coécrit une saga historique publiée sous le titre des Princes du sang :
- Les Princes du sang, 1 : Un Château en Bavière, Paris, Tallandier, 1973 (roman également traduit en anglais sous le titre de A Castle in Bavaria par H. Weaver et publié chez William Heinemann en 1977).
- Les Princes du sang, 1 : La Mort du petit prince, Paris, Tallandier, 1973
- Les Princes du sang, 2 : Le Temps des aventuriers, 1 : Les Mémoires de Maria, Paris, Tallandier, 1973
- Les Princes du sang, 2 : Le Temps des aventuriers, 2 : Les Temps nouveaux, Paris, Tallandier, 1973
- Les Princes du sang, 3 : L'Ombre de la guerre, Paris : Tallandier, 1974
- Les Princes du sang, 4 : Le Sort des armes, Paris, Tallandier, 1974

Chacun de ces ouvrages a été réédité ensuite en poche chez Presses Pocket.